# Либорина
Либорина (исп. Liborina) — город и муниципалитет на западе Колумбии, на территории департамента Антьокия. Входит в состав субрегиона Западная Антьокия.

## История
Поселение из которого позднее вырос город было основано 7 марта 1832 года. Муниципалитет Либорина был выделен в отдельную административную единицу в 1833 году.

## Географическое положение

Муниципалитет Либорина

Город расположен в западной части департамента, в гористой местности Центральной Кордильеры, к востоку от реки Каука, на расстоянии приблизительно 49 километров к северо-западу от Медельина, административного центра департамента. Абсолютная высота — 867 метров над уровнем моря.

Муниципалитет Либорина граничит на севере с муниципалитетами Сабаналарга и Сан-Андрес-де-Куэркия, на северо-востоке — с муниципалитетом Сан-Хосе-де-ла-Монтанья, на востоке — с муниципалитетом Бельмира, на юге — с муниципалитетом Олая, на западе — с муниципалитетами Буритика и Санта-Фе-де-Антьокия. Площадь муниципалитета составляет 217 км².

## Население
По данным Национального административного департамента статистики Колумбии, совокупная численность населения города и муниципалитета в 2012 году составляла 9507 человек.
Динамика численности населения муниципалитета по годам:
| 2005 | 2006 | 2007 | 2008 | 2009 | 2010 | 2011 | 2012 |
| ---- | ---- | ---- | ---- | ---- | ---- | ---- | ---- |
| 9475 | 9477 | 9479 | 9483 | 9487 | 9493 | 9499 | 9507 |

Согласно данным переписи 2005 года мужчины составляли 52,7 % от населения Эликонии, женщины — соответственно 47,3 %. В расовом отношении белые и метисы составляли 92,8 % от населения города; негры, мулаты и райсальцы — 7,1 %; индейцы — 0,1 %.
Уровень грамотности среди всего населения составлял 85,1 %.

## Экономика
Основу экономики Либорины составляет сельскохозяйственное производство. На территории муниципалитета выращивают кофе, сахарный тростник, фасоль и другие культуры. Развито животноводство.

51,9 % от общего числа городских и муниципальных предприятий составляют предприятия торговой сферы, 39,3 % — предприятия сферы обслуживания, 6,5 % — промышленные предприятия, 2,3 % — предприятия иных отраслей экономики.